# 三宝 (新潟県の企業)
株式会社三宝（さんぽう）は、新潟県新潟市西区に本社を置く企業であり、飲食店チェーンである。

## 概要
ファミリーレストラン『レストラン三宝』や、ラーメン専門店『さんぽう亭』『三宝亭』などを経営し、三宝グループを形成している。店舗数は2020年1月時点で直営店が36店舗、フランチャイズを含めると52店舗。メニューの一つ「全とろ麻婆麺」は首都圏でのひそかな麻婆麺ブームを牽引した。チェーン店ながら本格中華の調理技法を採用しており、中でもチャーハンは専門の社内免許を持っている調理人だけにしか作ることが許可されていない。

## 沿革
- 1967年（昭和42年）4月 - 新潟市上木戸（現・新潟市東区上木戸）に三宝飯店を創業[8][9][4]。
- 1970年（昭和45年） - 黒埼町大野（現・新潟市西区大野町）に移転し、店名をレストハウス三宝に改める[8]。
- 1989年（平成元年） - 社名をレストハウス三宝から株式会社三宝に変更[8]。
- 1995年（平成7年） - 燕市にラーメン店「三宝亭」をオープン[8]。
- 2009年（平成21年） - 中国・上海に出店[8]。
- 2010年（平成22年） - シンガポールに出店[8]
- 2015年（平成27年） - 東京・中目黒に出店[4]
- 2016年（平成28年） - カナダに出店[10]
- 2018年（平成30年） - 渋谷に出店[4]
- 2020年（令和2年）1月 - ニューヨークに米国初のグループ店をオープン[11]。

## テレビ番組
- 日経スペシャル カンブリア宮殿 家族3世代が熱狂する 「超・非効率ファミレス」の全貌!（2017年3月9日、テレビ東京）- 同社会長の金子行宏、同社長の金子博信が出演[12]。